# Tom Bowman (rugbista)
Thomas Murray Bowman, detto Tom (Tamworth, 13 luglio 1976), è un ex rugbista a 15 australiano, in carriera attivo nel ruolo di seconda linea e 16 volte internazionale per l'Australia.

## Biografia
Tom nasce a Tamworth in Australia, nel Nuovo Galles del Sud.
Dal 1996 al 2003 gioca con i Waratahs, che rappresentano il Nuovo Galles del Sud nel campionato professionistico di Super 12.
Nell'estate 2003 si trasferisce in Europa: disputa una stagione al Viadana, in Italia, prima di giocare la sua ultima stagione da professionista col 
Munster in Celtic League, raggiungendo la finale per il Trofeo celtico.
Il 6 giugno 1998 a Brisbane, fa il suo debutto internazionale con la Nazionale australiana contro l'Inghilterra, aggiudicandosi la Cook Cup; sempre nello stesso anno 
supera la Scozia nel doppio confronto valido per la Hopetoun Cup, disputa il Tri Nations e si aggiudica la Bledisloe Cup battendo 3 volte la Nuova Zelanda. Il 21 novembre l'Australia si impone 
anche a Parigi contro la Francia, alzando il Trophée des Bicentenaires.
Nel 1999 vince la Lansdowne Cup battendo l'Irlanda nel doppio confronto e disputa nuovamente il Tri Nations.
Nel mese di ottobre fa parte del gruppo dei 31 giocatori selezionati per disputare la Coppa del Mondo 1999, che l'Australia vincerà, disputando 
un unico match nella fase a gironi contro gli Stati Uniti.

## Palmarès
- Coppe del mondo: 1
Australia: 1999